# Björn Nystrand
Björn Nystrand, född 3 juli 1920, död 5 maj 1992, var en svensk ingenjör. 
Björn Nystrand avlade studentexamen vid Stockholms Tekniska Läroverk. Han anställdes 1941 vid Sandvikens Järnverk, Transportöravdelningen. Där arbetade han som ritare, konstruktör och offertingenjör mellan 1942 och 1951. Under perioden 1952–1955 var han student vid Lunds universitet, där han avlade filosofie kandidatexamen i sociologi, statskunskap, statistik och nationalekonomi. Från 1956 var han ansvarig vid Gränges AB för koncerngemensam utbildning. Senare var han personalchef vid dotterföretaget Guldsmedshytte Bruk. Från 1968 administrativ direktör vid Gränges Stål och VD för Gränges Engineering AB mellan 1974 och 1977 samt VD i Emmaboda Glas AB 1977–1979. 
Björn Nystrand var chef för Tekniska museet 1980–1983. Han bidrog till att museet utökades med ett "Elkraftmuseum" i en av stallflyglarna. Under hans tid tog museet 1981 fram Adress Evigheten, "Riktlinjer för museets insamling", i tryck 1984. 
Han var son till Yngve Nystrand (1887–1967) och Ebba, född Lidman (1894–1953).